# Nécropole thébaine
La nécropole thébaine est une vaste nécropole située sur la rive ouest du Nil, en face de Louxor en Égypte. Elle fut utilisée principalement sous le Nouvel Empire. C'est un lieu touristique classé au patrimoine mondial de l'humanité. On y trouve des temples et des tombes. Les fouilles sont incessantes et les autorités égyptiennes ne parviennent pas à juguler les vols, tant le site est vaste. Le va-et-vient des touristes empêche une bonne sécurisation des lieux. Le service des antiquités égyptiennes estime que 20 % des objets retrouvés lors des fouilles dans la nécropole thébaine disparaissent entre les mains des touristes, mais il lui est cependant impossible de faire procéder à une fouille systématique des sacs tant le flux touristique est important[réf. nécessaire]. 

## Temples funéraires
Du nord au sud :
- Gournah
  - Temple funéraire de Séthi Ier[1]
  - Temple de Nebouenenef (en)[2]
  - Temple d'Amenhotep Ier et Ahmès-Néfertari[2]
- Deir el-Bahari
  - Temple funéraire d'Hatchepsout[3]
  - Temple vôtif de Thoutmôsis III[4]
  - Temple funéraire et tombe de Montouhotep II[5]
  - Temple funéraire et tombe de Montouhotep III[6]
- Dra Abou el-Naga
  - Temple à collonade inachevé de Ramsès IV[6]
  - Temple inachevé de Ramsès IV, Ramsès V et Ramsès VI[6]
- Cheikh Abd el-Gournah
  - Temple funéraire de Thoutmôsis III[7]
  - Temple funéraire de Siptah[8]
  - Temple funéraire d'Amenhotep II[8]
  - Temple funéraire de Mouttouya et Néfertari[9]
  - Ramesséum (temple funéraire de Ramsès II)[10]
  - Temple funéraire d'Ouadjmès[11]
- Gournet Mourraï
  - Temple funéraire de Thoutmôsis IV[9]
  - Temple funéraire de Taousert[11]
  - Temple funéraire de Mérenptah[12]
  - Temple funéraire d'Amenhotep III[13]
    - Colosses de Memnon
- Nag Kôm Lolah
  - Temple funéraire de Ramsès IV[14]
  - Temple Nord[14]
  - Temple funéraire d'Amenhotep, fils de Hapou[15]
  - Temple funéraire de Thoutmôsis II[15]
  - Temple Sud[15]
  - Temple funéraire d'Aÿ et Horemheb[16]
  - Temple funéraire de Toutânkhamon[16]
- Médinet Habou
  - Temple funéraire de Ramsès III[17]

## Nécropoles
- Nécropoles royales :
  - Vallée des Rois
  - Vallée des Reines
- Vallée des Nobles :
  - Deir el-Médineh :
    - Tombeaux des artisans

  - Dra Abou el-Naga
    - Tombes royales de la XVIIe dynastie

  - Deir el-Bahari
    - Tombe de Montouhotep II
    - Tombe inachevée de Montouhotep III
    - TT320
    - Bab el-Gasous
    - MMA 60

  - El-Khokha
  - El-Assasif
  - Cheikh Abd el-Gournah
    - TT Cache

  - Gournet Mourraï
- Autres nécropoles
  - El-Tarif
    - Tombe « Saff el-Dawaba » d'Antef Ier (?)
    - Tombe « Saff el-Kisasija » d'Antef II
    - Tombe « Saff el-Baqar » d'Antef III

  - Valley of the Three Pits
  - Valley of the Rope
  - Ouadis occidentaux
    - Wadi A-1 d'Hatchepsout
    - Wadi C-4 (en) de Thoutmôsis II
    - Wadi D-1 de Manheta, Manouai et Marouti (en) (épouses syriennes de Thoutmôsis III)

  - Ouadi Bairiya